# Donkey Kong Land 2
Donkey Kong Land 2 es un videojuego de plataformas lanzado en 1996 y secuela del exitoso Donkey Kong Land. Desarrollado por Rareware y distribuido por Nintendo, fue mejorado para el Super Game Boy con diferentes tonos de color, añadiendo también un borde de bananas de 16 bits en los bordes de la pantalla del televisor.

## Descripción
DKL2 fue en cierto modo un port del exitoso juego de SNES Donkey Kong Country 2: Diddy's Kong Quest. El juego empezaba con Diddy Kong y Dixie Kong preparándose para rescatar a Donkey Kong de Kaptain K. Rool y la Kremling Krew. Si bien los niveles tenían los mismos nombres que los de DKC 2 (a excepción de Castle Crush, que fue cambiado a Dungeon Danger; y Haunted Hall, cambiado a Krazy Koaster), los diseños de los niveles eran completamente nuevos, así como también algunos de los mapas.

## Historia
A pesar de tener el mismo escenario global, Donkey Kong Land 2 tiene una historia distinta a la de su predecesor de SNES. De acuerdo al manual, una erupción volcánica devolvió la anteriormente hundida Crocodile Isle (Isla Cocodrilo) de vuelta a la superficie del océano, así K. Rool termina secuestrando una vez más a Donkey Kong.

### Diferencias conDKC2
Las diferencias más notables son de que Crocodile Cauldron y Krem Quay se fusionaron en Krem Cauldron con los niveles de ambos lugares, pero Kleever es el jefe del lugar y Kudgel no aparece.